# Эджкомб, Ви Джей
Валдес Дрэксл «Ви-Джей» Эджкомб-младший (англ. Valdez Drexel "V. J." Edgecombe Jr.; род. 30 июля 2005, Бимини, Багамские Острова) — багамский профессиональный баскетболист, представляющий команду НБА Филадельфия Севенти Сиксерс. Известен как один из самых атлетичных и «взрывных» атакующих защитников своего поколения.

## Ранние годы

### Детство
Ви Джей Эджкомб родился и вырос на острове Бимини на Багамах. По его словам, первые годы он провёл в довольно скромных условиях — в доме без электричества и с ограниченными условиями для серьезных занятий спортом. Уже в подростковом возрасте Ви Джей переехал во Флориду, а затем в штат Нью-Йорк, после чего стал одной из главных звёзд школьного баскетбола США.
Он дважды признавался лучшим игроком штата Нью-Йорк по версии Gatorade, выигрывал чемпионат штата и играл в наиболее престижных матчах для лучших школьников страны — McDonald’s All-American, Jordan Brand Classic и Nike Hoop Summit.
К окончанию выпускного класса Ви Джей входил в число самых перспективных молодых игроков страны и получил приглашения от ведущих университетов, включая Дьюк, Кентакки, Мичиган и другие. В итоге он выбрал Бэйлор, решив, что на его развитие повлияет сильная репутация университета по подготовке атакующих защитников, стиль игры команды с акцентом на быструю и динамичную атаку, а также высокая степень доверия тренера к новичкам.

### Социальная активность
Став одним из самых успешных юных баскетболистов США, Ви Джей получил возможность зарабатывать через программу NIL, позволяющую заключать спонсорские контракты, сотрудничать с брендами и монетизировать свою популярность ещё до перехода в НБА. 
В 2024 году Эджкомб публично объявил, что направляет часть своих доходов на создание стипендиальной программы для поддержки образования на Багамах. В рамках этой инициативы он помог оплатить обучение и школьные расходы нескольким ученикам из своей бывшей школы на Бимини. По словам самого Эджкомба, он чувствует ответственность вернуть часть того, что получил благодаря спорту и переезду в США.

### Карьера в NCAA
В своем единственном сезоне в университете Эджкомб в среднем набирал 15,0 очка, 5,4 подбора, 3,3 передачи за игру, 2,1 перехвата и 0,6 блок-шота — лучшие показатели среди новичков конференции Big 12. Эти результаты принесли ему титул Big 12 Freshman of the Year, а также включение во вторую символическую сборную All‑Big 12.
По завершении сезона Эджкомб объявил о своём участии в драфте НБА. Скауты часто сравнивали его с Виктором Оладипо за способность одинаково эффективно играть как в нападении, так и в защите.

## Профессиональная карьера
На драфте НБА 25 июня 2025 года выбран под 3 номером командой Филадельфия Севенти Сиксерс — это самый высокий выбор игрока из Бэйлора в истории университета.